# Ingeniería de seguridad
La ingeniería de seguridad es una rama de la ingeniería, que usa todo tipo de ciencias para desarrollar los procesos y diseños en cuanto a las características de seguridad, controles y sistemas de seguridad. La principal motivación de esta ingeniería ha de ser el dar soporte de tal manera que impidan comportamientos malintencionados.
El campo de esta ingeniería puede ser muy amplio, podría desarrollarse en muchas técnicas:
- Equipos: Como el diseño de cerraduras, cámaras, sensores,...
- Procesos: políticas de control, procedimientos de acceso,...
- Informático: control de contraseñas, criptografía,...

Uno de los pioneros en la ingeniería de seguridad como un campo de estudio es Ross Anderson.